# Brera Calcio
Câu lạc bộ bóng đá Brera là một bóng đá Ý đến từ Milan, Lombardy. Đội chơi trận đấu trên sân nhà của mình trong sân vận động Arena Civica.

## Màu sắc
Màu sắc của nó là xanh lá cây và đen.

## Lịch sử
Câu lạc bộ bóng đá Brera được thành lập năm 2000 bởi nhà xuất bản và nhà báo trẻ Alessandro Aleotti. Người quản lý đầu tiên được bổ nhiệm là cựu thủ môn của Inter và Sampdoria Walter Zenga. Đội đã thi đấu các trận đấu của mình trong Arena Civilica mới mở lại, nhưng đã bị rớt khỏi Serie D. Trong mùa 2003/2004, thông qua sự hợp tác với FIGC và Carcere di Opera (một trong những nhà tù lớn nhất ở Milan và ở Ý), Brera đã thành lập FreeOpera Brera, một nhóm gồm những người bị giam giữ. Được phép tham gia vào 2003/2004 Terza Cargetoria, đội đã giành chức vô địch và được thăng hạng lên Seconda Cargetoria. Sáng kiến đã nhận được rất nhiều lời khen ngợi và RAI đã nói về nó trong một tập phim "Sfide". Trong mùa giải 2006/2007, Brera, dưới sự dẫn dắt của HLV Noureddine Zekri, đã có giành được quyền thăng hạng đầu tiên, đánh bại Bresso ở vòng playoff và giành quyền tham gia Promozione mùa sau. Mùa 2011/2012, sau khi tạm thời ngừng hoạt động của đội một, Brera đã tham gia vào Torneo di Viareggio dưới cái tên Brera Emergence Gabon, một đội gồm những cầu thủ bóng đá trẻ người Gabon. Trong mùa giải 2014/2015, đội bóng, với Andrea Mazza được bổ nhiệm làm huấn luyện viên, đã giành chức vô địch đầu tiên, được thăng hạng từ Seconda Cargetoria đến Prima Cargetoria. Vào tháng 1 năm 2016, hợp tác với nữ diễn viên và nhà hoạt động người Serbia gốc Roma Dijana Pavlovic, Brera bắt đầu quản lý đội bóng đá Romani People. Từ năm 2016/2017 Brera chơi ở Eccellenza và Enzo Gambaro đã được bổ nhiệm làm huấn luyện viên mới. Do một mùa giải tồi tệ, vào tháng 10 năm 2016 Enzo Gambaro đã từ chức và được thay thế bằng cựu huấn luyện viên Brera Andrea Mazza. Mùa giải kết thúc với sự xuống hạng của đội và sự từ chức của Andrea Mazza. Vào tháng 7 Andrea Valle được bổ nhiệm làm huấn luyện viên mới.

## Huấn luyện viên đáng chú ý
- Enzo Gambaro
- Andrea Mazza
- Marco Nichetti
- Marco Nicoletti
- Walter Zenga
- Noureddine Zekri
- Amedeo Mangone

## Cầu thủ đáng chú ý
- Dario Drudi
- Sergio D'Autilia
- Martín Belforti
- Jose Belforti
- Guido Corteggiano

## Huấn luyện viên hiện tại, nhân viên kỹ thuật và hành chính
| Vị trí                 |                    |
| ---------------------- | ------------------ |
| Chủ tịch               | Alessandro Aleotti |
| Huân luyện viên trưởng | Amedeo Mangone     |
| Quản lý câu lạc bộ     | Giuseppe Pardeo    |
| Quản lý đội            | Leonardo Aleotti   |